# بيتر رووي (مخرج)
بيتر رووي هو مخرج كندي، ولد في 27 يونيو 1947 في وينيبيغ في كندا.

## وصلات خارجية
- بيتر رووي على موقع IMDb (الإنجليزية)
- بيتر رووي على موقع أول موفي (الإنجليزية)
- بيتر رووي على موقع قاعدة بيانات الفيلم (الإنجليزية)
- بيتر رووي على موقع كينوبويسك (الروسية)